# Orgilus thomsoni
Orgilus thomsoni är en stekelart som beskrevs av Taeger 1989. Orgilus thomsoni ingår i släktet Orgilus och familjen bracksteklar. Arten är reproducerande i Sverige. Inga underarter finns listade i Catalogue of Life.